# Liste der Kulturdenkmäler in Birlenbach
In der Liste der Kulturdenkmäler in Birlenbach sind alle Kulturdenkmäler der rheinland-pfälzischen Ortsgemeinde Birlenbach einschließlich des Ortsteils Fachingen aufgeführt. Grundlage ist die Denkmalliste des Landes Rheinland-Pfalz (Stand: 8. Dezember 2023).

## Einzeldenkmäler
| Bezeichnung | Lage                                                 | Baujahr                  | Beschreibung | Bild                           |
| ----------- | ---------------------------------------------------- | ------------------------ | --- | ------------------------------ |
| Hofanlage   | Birlenbach, Hauptstraße 16 Lage                      | spätes 16. Jahrhundert   | Dreiseithof; Fachwerkhaus, teilweise massiv, wohl noch aus dem späten 16. Jahrhundert, Zwerchhaus und Verlängerung aus dem 17. oder 18. Jahrhundert, Fachwerkscheune aus dem 17. Jahrhundert, Stall um 1900; Gesamtanlage mit umfriedetem Garten | Fotos hochladen                |
| Brunnen     | Birlenbach, Hauptstraße, zwischen Nr. 45 und 47 Lage | 1874                     | gusseiserner Laufbrunnen, bezeichnet 1874 | weitere Bilder Fotos hochladen |
| Wohnhaus    | Birlenbach, Schulstraße 5 Lage                       | 17. oder 18. Jahrhundert | verputztes Fachwerkhaus, wohl aus dem 17. oder 18. Jahrhundert | Fotos hochladen                |
| Wohnhaus    | Fachingen, Diezer Straße 16 Lage                     | um 1800                  | Fachwerkhaus, teilweise massiv, Mansarddach, um 1800 | Fotos hochladen                |
| Kapelle     | Fachingen, Diezer Straße, an Nr. 18 Lage             |                          | ehemalige Kapelle; gotischer Chor der 1793 abgebrochenen Kirche | weitere Bilder Fotos hochladen |